# 13977 Фріш
13977 Фріш (13977 Frisch) — астероїд головного поясу, відкритий 29 квітня 1992 року.
Тіссеранів параметр щодо Юпітера — 3,407.